# Museu de Fotografia - Vicentes
O Museu de Fotografia da Madeira ou Photographia - Museu Vicentes é o mais antigo estúdio de fotografia existente em Portugal, fundado em 1848, por Vicente Gomes da Silva. Desde 1982 é, também, uma casa-museu, possuindo cerca de 800 mil negativos no seu acervo, provenientes não só da Colecção Vicente, como também de outros fotógrafos profissionais (J. F. Camacho; J. A. de Sousa; Perestrellos; Figueiras) e amadores.
Em 2020, o Prémio Museu do Ano, da Associação Portuguesa de Museologia, foi atribuído ao museu.

## Galeria

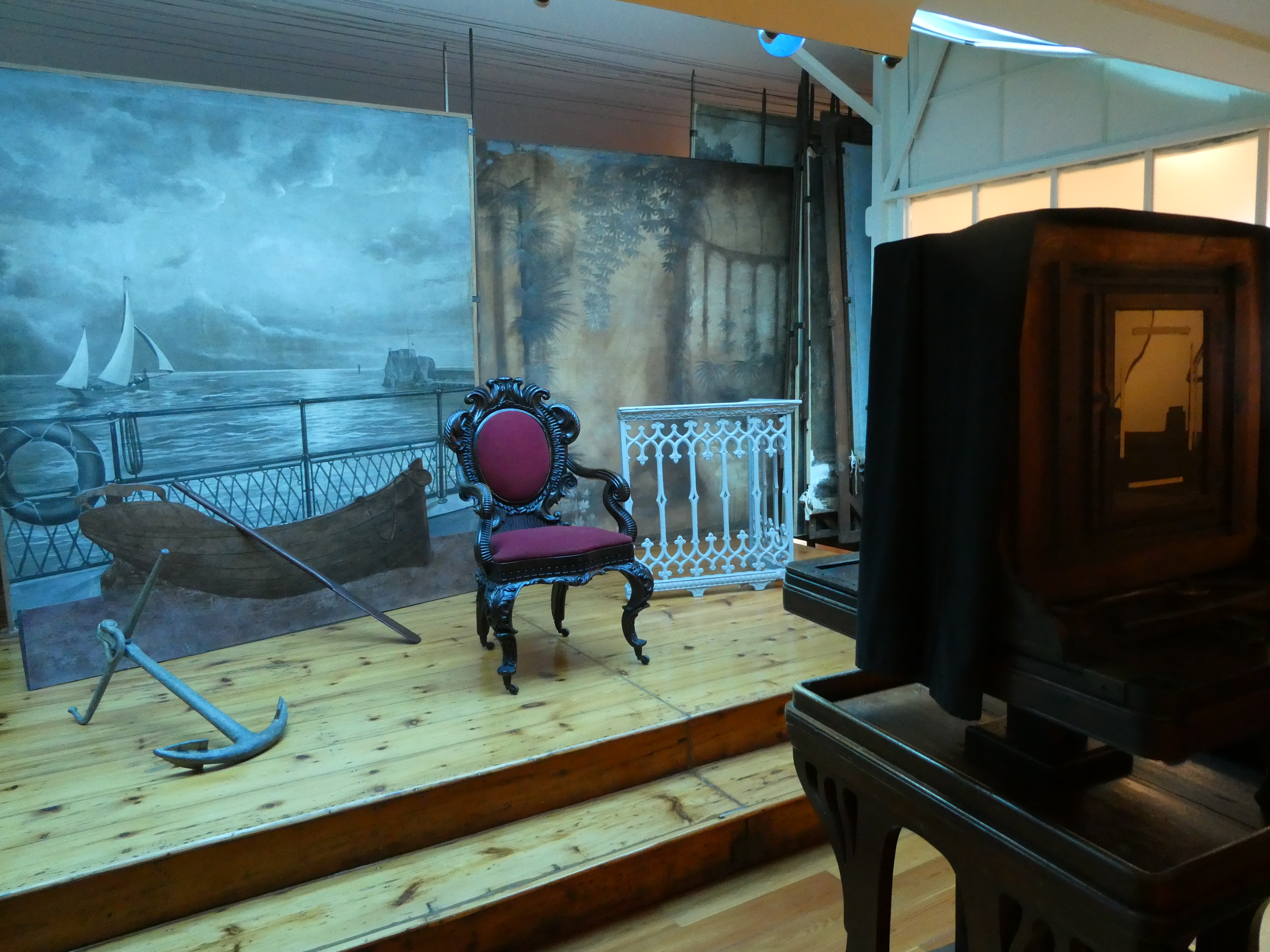
Estúdio fotográfico comercial do final do século XIX.
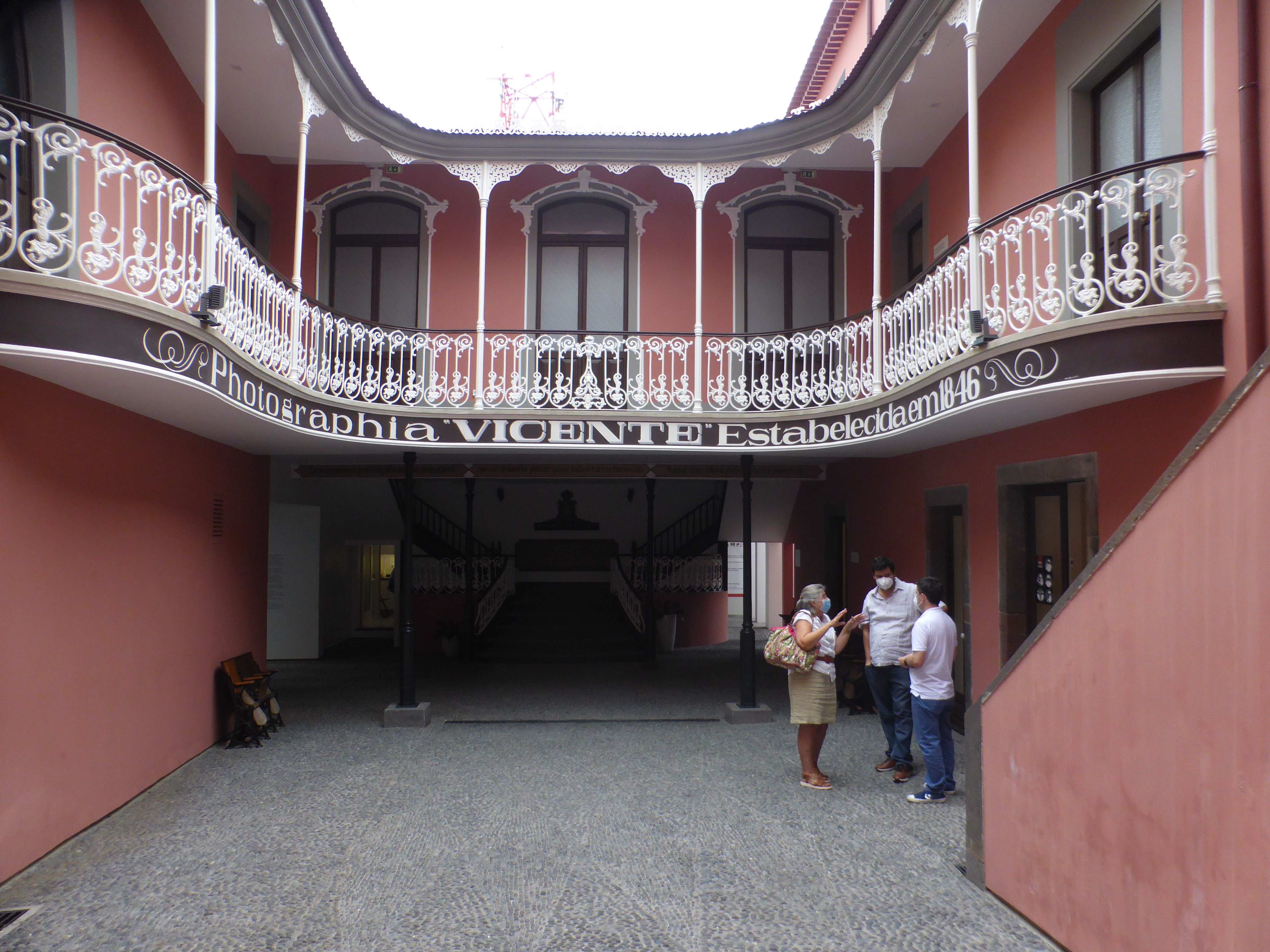
Pátio do museu.
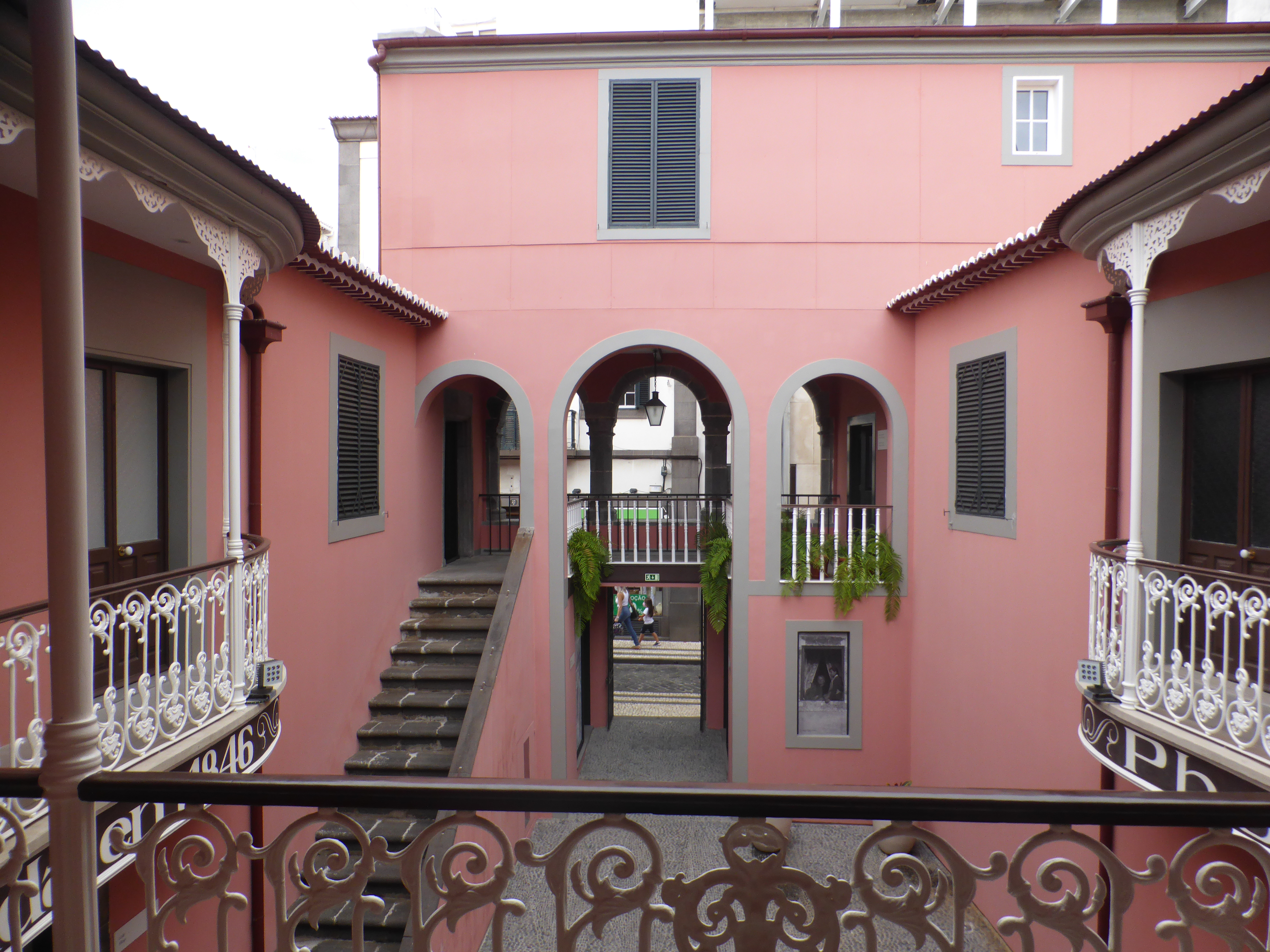
Vista para o pátio.